# Saint-Pierre-le-Moûtier
Saint-Pierre-le-Moûtier là một xã của tỉnh Nièvre, thuộc vùng Bourgogne-Franche-Comté, miền trung nước Pháp.